# St. Wolfgang (Fusenich)
Koordinaten: 49° 44′ 56,3″ N, 6° 33′ 3,1″ O
Die Kapelle St. Wolfgang ist die römisch-katholische Filialkirche des Ortsteils Fusenich der Ortsgemeinde Trierweiler im Landkreis Trier-Saarburg (Rheinland-Pfalz). 

## Geschichte
Eine Kapelle in Fusenich wird das erste Mal 1570 urkundlich erwähnt. Über diese Kapelle ist leider nichts weiteres bekannt. Im Jahr 1853 wurde die alte Kapelle durch eine neue ersetzt. Diese ist ein einschiffiger Bau mit dreiseitigem Chorschluss und Dachreiter.